# Черняков, Захарий Ефимович
Заха́рий Ефи́мович (Ха́имович) Черняко́в (26 мая 1900, Пропойск, Могилёвская губерния — 28 ноября 1997, Москва) — советский и российский этнограф, лингвист, специалист по саамским языкам. Автор первого в России саамского букваря на основе латиницы (1933).

## Биография

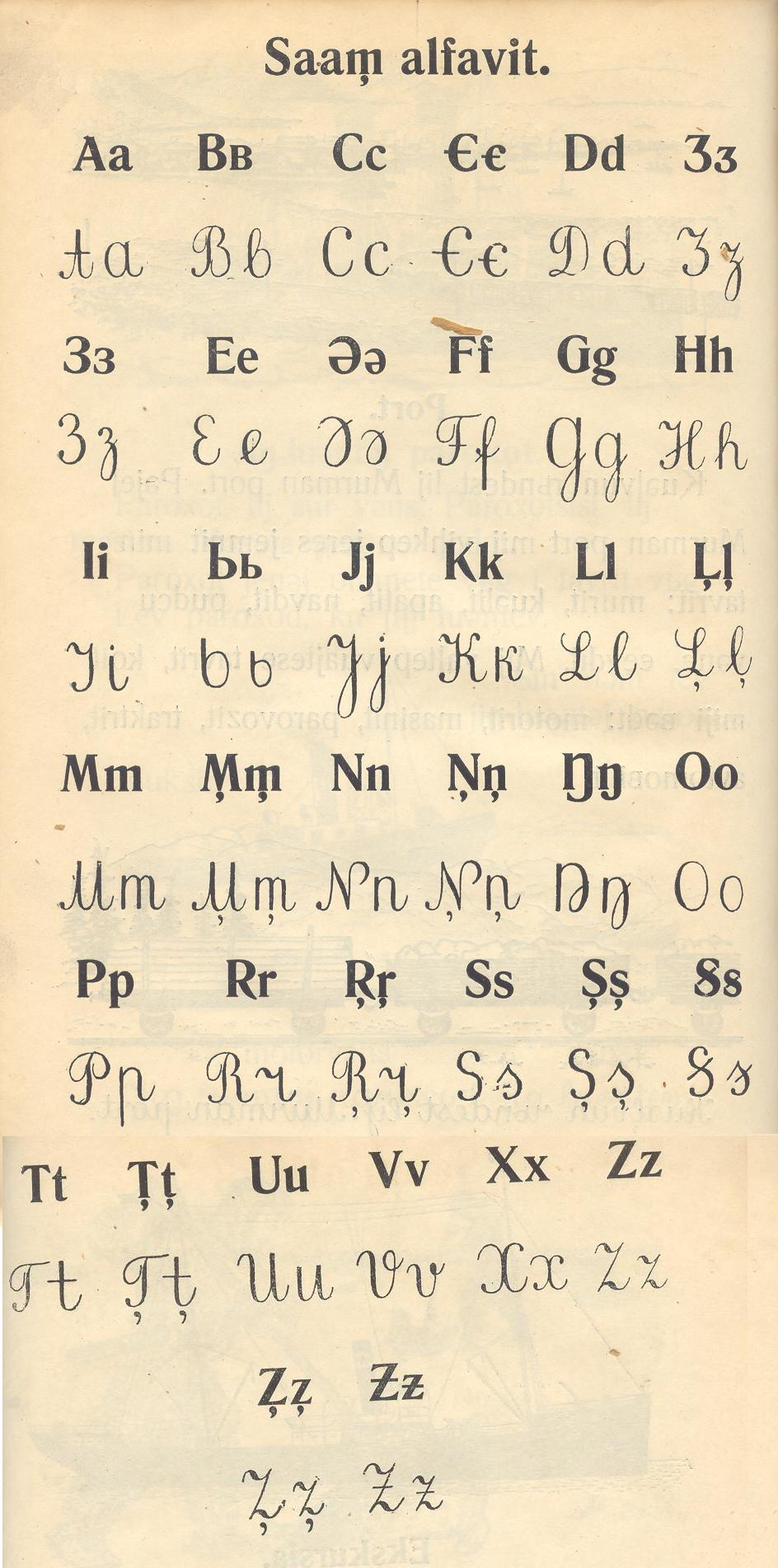
Алфавит кильдинского саамского языка на основе латиницы, разработанный Черняковым (1933)

Захарий Хаимович (впоследствии Ефимович) Черняков родился 26 мая 1900 года в городе Пропойске. В детские годы проживал с родителями в Лодзи, а позднее в Санкт-Петербурге, где в 1908—1917 годах учился в Санкт-Петербургской еврейской частной мужской гимназии И. Г. Эйзенбета (окончил восемь классов). Проводил летние месяцы в Финляндии.
С 1919 года был добровольцем в Красной Армии и участником Гражданской войны, а после демобилизации создал первый в СССР педагогический рабфак, который выпустил первых учителей из рабочих и крестьян.
В 1926 году окончил Географический институт и работал на кафедре этнографии Ленинградского государственного университета. По заданию кафедры первый раз побывал на Кольском Севере. Изучил саамский язык и преподавал его в Институте народов Севера, ЛГПИ им. А. И. Герцена, а с 1933 года — в Мурманске.
Работал в Комиссии окрисполкома по районированию, а также в Комитете нового алфавита, составив и издав в 1933 году первый саамский букварь на основе латиницы (1500 экз.), перевел на саамский язык ряд учебников с русского языка, однако через два года букварь был изъят как «политически вредный». А. Г. Эндюковский критически отозвался о работе Чернякова, упоминая о «досадных и вредных ошибках» в букваре Чернякова.
В 1938 году был арестован вместе с другими преподавателями Института народов Севера, в том числе Эндюковским, по делу о так называемом «Саамском заговоре»; был обвинён в подготовке вооружённого восстания. По версии следователей, Черняков вместе с Эндюковским и этнографом из Мурманска В. К. Алымовым стояли во главе некой «Саамской националистической повстанческой диверсионно-вредительской организации». Эта организация была, якобы, связана, как с Западом (в том числе с теми кругами Финляндии, которые поддерживали идею создания Великой Финляндии, в состав которой были бы включены Восточная Карелия и Кольский полуостров), так и с так называемым «Карельским центром», якобы возглавляемым Эдвардом Гюллингом и Густавом Ровио, бывшими руководителями Карельской АССР.
В течение многих лет преподавал этнографию в ленинградских и московских вузах, а в 1962 году вышел на пенсию, вместе с тем продолжал разрабатывать проблему национальных языков народов СССР, в том числе саамского, в различных научно-исследовательских институтах. Осуществил экспедиции на Кольский полуостров в 1958, 1975 и 1984 годах. Автор труда «Очерки этнографии саамов», отредактировал и подготовил к печати перевод книги немецкого учёного XVII века Йоханеса Шеффера «Лаппония».
Владел идишем, древнееврейским, русским, белорусским, польским и финским языками.